# Kurt Skalnik
Kurt Skalnik (* 20. Februar 1925 in Wien; † 8. Februar 1997 in Wien) war österreichischer Journalist und Sektionschef.

## Leben
Kurt Skalnik war in der Schulzeit im politischen Widerstand und maturierte 1943. Danach leistete er Kriegsdienst. Nach dem Krieg 1945 studierte er an der Universität Wien und war an der Universität als stellvertretender Vorsitzender des Zentralausschusses am Aufbau der Österreichischen Hochschülerschaft beteiligt.
Als Journalist arbeitete er für die Akademische Rundschau. Er war Herausgeber der Zeitschrift Morgen. 1949 wurde er Redakteur der Wochenzeitung Die Furche, von 1954 bis Ende 1967 Chefredakteur.
1969 wurde er Pressemitarbeiter in die Präsidentschaftskanzlei des Bundespräsidenten, ab 1983 als Sektionschef bis zu seiner Pensionierung 1990. Er arbeitete dabei bis 1974 unter den Bundespräsidenten Franz Jonas, 1974 bis 1986 bei Rudolf Kirchschläger und 1986 bis 1990 für Kurt Waldheim.
Von 1974 bis 1994 war Skalnik Präsident des Presseclubs Concordia.
Skalnik wurde auf dem Döblinger Friedhof begraben.

## Auszeichnungen
- 1967 Dr.-Karl-Renner-Publizistikpreis
- 1968 Preis der Stadt Wien für Publizistik

## Publikationen
- Dr. Karl Lueger. Der Mann zwischen den Zeiten. Herold-Verlag, Wien München 1954.
- An der Wiege der österreichischen Journalistik. Die Wiener Presse im Jahre 1848. Bergland-Verlag, Wien 1958.
- Die österreichische Presse. Vorgestern, gestern, heute. Bergland-Verlag, Wien 1964.
- Republikanische Mitte. Überlegungen und Überzeugungen. Europa Verlag, Wien 1966.